# Rivière Calway
Pour les articles homonymes, voir Calway.
La rivière Calway est un affluent de la rive est de la rivière Chaudière laquelle coule vers le nord pour se déverser sur la rive sud du fleuve Saint-Laurent.
La rivière Calway coule dans les municipalités de Frampton (MRC de La Nouvelle-Beauce), de Saint-Odilon-de-Cranbourne (MRC de Beauce-Centre) et de Saint-Joseph-de-Beauce (MRC de Beauce-Centre), dans la région administrative de Chaudière-Appalaches, au Québec, au Canada.

## Géographie
Les principaux bassins versants voisins de la rivière Calway sont :
- côté nord : rivière Pouliot ;
- côté est : rivière des Plante, rivière Lanigan, rivière Noire (ruisseau Fraser) ;
- côté sud : rivière des Plante, rivière Noire (ruisseau Fraser) ;
- côté ouest : rivière Chaudière.

La rivière Calway prend sa source en zone forestière dans les hautes-terres du 2e rang situé aux limites du canton de Cranbourne et de l'ancienne seigneurie Saint-Joseph-de-Beauce, dans les Monts Notre-Dame (versant sud du mont O'Neil, altitude 620 mètres), dans la municipalité de Frampton. Cette source est située à 6,7 km à l'est du centre du village de Saints-Anges et à 5,4 km au sud du centre du village de Frampton.
Une dénivellation de près de 8 m, connue sous le nom de Chute du Diable, marque son cours à 3 km en amont de son point de confluence.
À partir de sa source, la rivière Calway coule sur 19,8 km répartis selon les segments suivants :
- 4,3 km vers le sud, en coupant la route du 1er rang Est ;
- 0,6 km vers le sud, en suivant la démarcation entre Frampton et Saint-Joseph-de-Beauce ;
- 0,8 km vers le sud-ouest, dans Saint-Joseph-de-Beauce, jusqu'à la limite de Saint-Odilon-de-Cranbourne ;
- 2,2 km vers le sud, dans Saint-Odilon-de-Cranbourne en coupant la route du 1er rang et en recueillant les eaux du ruisseau Boulet (venant du nord-est), jusqu'à la route 276 qui délimite Saint-Odilon-de-Cranbourne et Saint-Joseph-de-Beauce ;
- 8,6 km vers le sud-ouest, en traversant les chûtes du Diable, jusqu'à une route de campagne ;
- 3,3 km vers le sud-ouest, en traversant la route 173 et le hameau de "Calway", jusqu'à sa confluence.

La rivière Calway se jette sur la rive est de la rivière Chaudière en aval de la confluence du Bras Saint-Victor, en aval du pont du village de Beauceville et en amont du pont de Saint-Joseph-de-Beauce.

## Toponymie
L'appellation de la rivière évoque les souvenirs de James Calway, meunier et marchand de Saint-Joseph-de-Beauce qui, entre 1844 et 1848, se chargea d'organiser une route postale pour desservir la Beauce. Ce marchand s'est aussi fait connaître comme l'instigateur des premières expositions agricoles de la région. En 1872, le recensement municipal de Saint-François-de-la-Beauce signale qu'il est un cultivateur habitant le 1er Rang Nord-Est.
Le terme Calway s'avère aussi l'appellation d'un lieu-dit devenu hameau, situé près de la confluence de la rivière Calway, soit à proximité du chemin de fer et de la route, soit en bordure des fonds de la Chaudière. Ce hameau est réputé pour ses cabanes à sucre. Vers 1940, des gisements de glaise de la rivière Calway ont servi temporairement à la production de céramique de Céramique de Beauce ; néanmoins cette exploitation cessa car cette glaise n'offrait pas des propriétés suffisantes pour la cuisson.
Le toponyme rivière Calway a été officialisé le 5 décembre 1968 à la Commission de toponymie du Québec.